# Saint-Gilles-de-Crétot
Saint-Gilles-de-Crétot és un municipi francès situat al departament del Sena Marítim i a la regió de Normandia. L'any 2007 tenia 336 habitants.

## Demografia

### Població
El 2007 la població de fet de Saint-Gilles-de-Crétot era de 336 persones. Hi havia 110 famílies de les quals 13 eren unipersonals (13 homes vivint sols), 38 parelles sense fills, 51 parelles amb fills i 8 famílies monoparentals amb fills.
La població ha evolucionat segons el següent gràfic:
Habitants censats

### Habitatges
El 2007 hi havia 127 habitatges, 113 eren l'habitatge principal de la família, 8 eren segones residències i 6 estaven desocupats. Tots els 125 habitatges eren cases. Dels 113 habitatges principals, 96 estaven ocupats pels seus propietaris, 16 estaven llogats i ocupats pels llogaters i 1 estava cedit a títol gratuït; 12 tenien tres cambres, 40 en tenien quatre i 61 en tenien cinc o més. 92 habitatges disposaven pel capbaix d'una plaça de pàrquing. A 42 habitatges hi havia un automòbil i a 66 n'hi havia dos o més.

### Piràmide de població
La piràmide de població per edats i sexe el 2009 era:
| Homes | Edats   | Dones |
| ----- | ------- | ----- |
| 0     | 95 o +  | 0     |
| 0     | 90 a 94 | 0     |
| 0     | 85 a 89 | 0     |
| 0     | 80 a 84 | 0     |
| 4     | 75 a 79 | 4     |
| 4     | 70 a 74 | 12    |
| 4     | 65 a 69 | 0     |
| 8     | 60 a 64 | 0     |
| 4     | 55 a 59 | 12    |
| 8     | 50 a 54 | 0     |
| 4     | 45 a 49 | 4     |
| 12    | 40 a 44 | 16    |
| 12    | 35 a 39 | 8     |
| 20    | 30 a 34 | 12    |
| 4     | 25 a 29 | 24    |
| 0     | 20 a 24 | 0     |
| 20    | 15 a 19 | 8     |
| 8     | 10 a 14 | 12    |
| 4     | 5 a 9   | 8     |
| 8     | 0 a 4   | 12    |

## Economia
El 2007 la població en edat de treballar era de 205 persones, 162 eren actives i 43 eren inactives. De les 162 persones actives 149 estaven ocupades (86 homes i 63 dones) i 14 estaven aturades (3 homes i 11 dones). De les 43 persones inactives 12 estaven jubilades, 16 estaven estudiant i 15 estaven classificades com a «altres inactius».

### Ingressos
El 2009 a Saint-Gilles-de-Crétot hi havia 123 unitats fiscals que integraven 373 persones, la mediana anual d'ingressos fiscals per persona era de 17.519 €.

### Activitats econòmiques
Dels 7 establiments que hi havia el 2007, 1 era d'una empresa de fabricació d'altres productes industrials, 3 d'empreses de construcció, 1 d'una empresa de transport, 1 d'una empresa immobiliària i 1 d'una empresa de serveis.
Dels 3 establiments de servei als particulars que hi havia el 2009, 1 era una fusteria, 1 electricista i 1 agència immobiliària.
L'any 2000 a Saint-Gilles-de-Crétot hi havia 11 explotacions agrícoles.

## Equipaments sanitaris i escolars
El 2009 hi havia una escola maternal integrada dins d'un grup escolar amb les comunes properes formant una escola dispersa.

## Poblacions més properes
El següent diagrama mostra les poblacions més properes.